# 角笛をもつ影
『角笛をもつ影』（つのぶえをもつかげ、原題：英: Black Man with a Horn）は、アメリカ合衆国のホラー小説家T・E・D・クラインが1980年に発表した短編ホラー小説であり、クトゥルフ神話の一つでもある。

## 概要
アーカムハウスの1980年刊行書籍『新編・クトゥルー神話作品集 New Tales of Cthulhu Mythos』に収録された短編。日本では1983年の『真ク・リトル・リトル神話大系6 vol.2』に収録。その後、アメリカで1985年に単行本『Dark Gods』に収録されている。アメリカにて『New』に発表してからわずか数年で日本の『真ク』に収録されている、幾つかの作品の一つである。
作中時の明言はないが、1970年代・発表時の現代である。ラヴクラフト（1937年没・享年46歳）より年少で、ラヴクラフト・スクール（友人作家）の一員であった、76歳となった人物が主人公である。作中でハワード・フィリップス・ラヴクラフトは実在した人物となっている。「敬愛する師ラヴクラフトをいくつになっても越えられない弟子」という設定であり、モデル人物はフランク・ベルナップ・ロング。東雅夫は『クトゥルー神話事典』にて、「なまじラヴクラフトの近くにいたばかりに、その亜流とみなされた作家を主人公にするという屈折した趣向の作品」と解説している。作中では、ラヴクラフトの手紙が引用され、雰囲気に寄与している。
クラインは1947年生まれであり、ラヴクラフト・スクールの時代には生まれていなかった。クラインはニューヨーカーであるが、ラヴクラフトに縁あるプロヴィデンスのブラウン大学で、S・アーマンド教授のもとでラヴクラフトについて学んだ。那智史郎はクラインの作風の特徴を、スティーブン・キングとラヴクラフトの中間をいくと評し、「恐怖に巻き込まれた人間の行為を丹念に描きつつ、その背後に現象を浮かび上がらせる」と表現している。
主人公は、時代の移り変わりに言及して、クトゥルフ神話のお約束常識を、ありえないと否定している。1970年代にもなれば「知られざる神話など無い」「魔術書やオカルト書など子供がお小遣いで買える」「ボロボロになった古い暗黒の書を屋根裏部屋で偶然入手する、など陳腐な空想でしかない」「たとえネクロノミコンが実在していようが、現代ならリン・カーターの序文付きペーパーバックで出版されているに違いない」など、身も蓋もなくバッサリと斬っている。執筆時点の現代ホラーとして描かれ、リアリティに欠ける禁断の書物ではなくほんのささいな情報源から真相を垣間見ほのめかすという手法がとられている。
ダーレスの『潜伏するもの』に登場した亜人種「チョー・チョー人」と、新たな神性シュグオランが登場する。主人公はチョー・チョー人を、あくまでラヴクラフト達が書いた虚構と思っているが、よく似た存在がアジア史にいることを知り、怪奇を垣間見、虚実が入り混じり、作中では詳細な解説は行われない。主人公の視点だけで話が進み、背後で起きている事態についてはほのめかされたままで明確な答えがないまま終わる、ホラー短編である。そのため、作中で謎多きシュグオランについて、TRPG設定など後発に独自の解釈および説明付けがされている。
- シュグオラン（シュゴーラン）は、クトゥルフ神話TRPGでナイアーラトテップの化身に位置付けられる。
- 東雅夫は、シュグオランは特徴が神性チャウグナール・ファウグンと共通すると解説する。[2]
- リン・カーターは、チャウグナール・ファウグンを信仰するミリ・ニグリ人とチョー・チョー人の2種族を結び付けている。カーターの設定を継承して、TRPGではミリ・ニグリ人と人間の子孫がチョー・チョー人ということになっている。

## あらすじ
ニューヨークに住む主人公は、イギリスで開かれたラヴクラフト関連のイベントに、当時を知る関係者として参加する。
帰国の機上にて、主人公は元牧師の男モーティマーと知り合う。彼は、自分は追われていると言い、マレーシアの内陸部で出会った「チョーチャ族」に関するトラブルを語り、「ジャズレコードに描かれた、どこにでもありそうなホーンを吹く黒い人影」に反応を示す。彼がマイアミに滞在すると聞き、主人公は妹モードの住所を紹介する。
ニューヨークに戻った主人公は、近所にあるアメリカ自然史博物館に展示されていた19世紀マレー半島の民族衣装に、「黒いシルエットの人物」が描かれていることを気づき、<死の使い>であることを知る。また、チョ・チョ族という語に、主人公はクトゥルフ神話に出てくるチョー・チョー人と名前が似ていると思いつつ、モーティマーが言及していた「チョーチャ族」を連想する。小説のネタに使おうとも考えたが、既に40年も前にラヴクラフトが実行していたことを知り、あきらめる。
その後、主人公は、マイアミに行ったモーティマーが嵐で行方不明になったことを新聞で知り、さらに妹からも彼と親しく交流していたことを聞く。マイアミ警察がマレーシア人の男「ジャクトゥ＝チョウ」を捜索中であることを知った主人公は、モーティマーと妹の共通の知り合いの一人が行方不明になったことを知る。
文献を調べた主人公は、チョ・チョ族や彼らが信ずる神々についての情報を得られなかったものの、ある映画の製作資料に<シュー・ゴロン>という悪魔への言及があるのを見つける。また大量のナマズが地を這って移動するという奇妙な現象がニュースになる。
主人公はマイアミの妹の元に行き、直接調べるが、ジャクトゥに関する手掛かりは得られず、旅行書の類から<シュグオラン>なる謎めいた存在を見つける。妹の家の周りが荒らされ、危険を感じた妹は別の町に引っ越す。ニューヨークへと戻ったわたしは、ジャクトゥについての情報を得る。妹の訃報を受け、主人公はマイアミにある彼女の家に住み、本作品を手記として執筆する。

## 主な登場人物

### 現実
ハワード・フィリップス・ラヴクラフト
ニューヨーク生活を2年でやめ、ニューイングランドに戻った。その後『ウィアード・テイルズ』誌上に発表した独特のホラー小説で一部に熱狂的な読者を獲得するが、世間的にはほぼ無名であった。1937年に46歳で病没。死後に評価が高まる。
わたし
76歳。かつてのラヴクラフト・スクールの一人。ニューヨークのウェストサイドに住み、教員をしつつ、作家として活動していた。ラヴクラフトが再評価され、1970年代現在では自分は彼の単なる弟子としか呼ばれないことに、劣等感を抱く。
モード
主人公の妹。フロリダ州のマイアミ在住。モーティマーと友人付き合いをするが、彼が行方不明となり調査を始める。
娘のエレン、孫のテリーはニューヨークのブルックリン区に住んでおり、主人公と近所付き合いがある。
アンブローズ・B・モーティマー（元牧師）
マレー半島のクアラルンプールで牧師として布教活動をしていたが、引退。56歳。命の危険を感じていたふしがある。ふとした出会いから主人公やモードの友人となり、マイアミ暮らしを始めるが、嵐で行方不明になる。警察は彼の部屋で「人間が吐き出した、肺の組織片」を見つけた。
カルロス
マイアミの軽食屋の給仕の少年。モードやアンブローズと面識がある。行方不明になり、後に変死体で発見される。肺が裏返しとなり、口と喉に引き出されていた。
リッチモンド
ニューヨークの博物館の準研究員。チョ・チョ族のローブについて解説する。
ジャクトゥ・アブドゥル・ジャクトゥ＝チョウ（D・A・ジャクトゥ＝チョウ）
マレーシア人。マイアミのホテルに長期滞在した後に足取りが途絶える。モーティマー事件の事情聴取のため手配されるが、見つからない。

### 虚実
チョーチャ
マレーシアの内陸部に住む民族。色黒で小柄。見かけは柔和だが、悪意に溢れていたと、モーティマーは回想する。「チョー・チョー人」は架空の存在にすぎないが、チョーチャ（チョ・チョ族）は確かに存在する。人間社会に異種族などいないので、彼らは人間として存在している。
本作は、チョ・チョ人がシュグオランを差し向けて邪魔者を暗殺しているのではないか、ということがほのめかされるような形で描かれている。
シュグオラン
東南アジアのチョ・チョ族にまつわる、不吉な謎の存在。<シュー・ゴラン>とも記され、正確な名前すらあやふや。少なくとも、ラヴクラフト世代のクトゥルフ神話では言及されていない。子盗り鬼の一種らしいが、資料にはほとんど記されず、謎が多い。
博物館に展示されているチョ・チョ族の緑のローブには、<死の使い>黒い人影が角笛を持つ姿と、複数の小さな茶色い人影が描かれている。黒いシルエットは、角笛を持った人物のようだが、実は象の鼻のように頭部から生えている。また伝えられる姿形も地域によって変わる。魚類、特にナマズとも関連するようだが詳細不明。
黒人の子供
ジャクトゥが連れていたという子供。ホテルの宿泊記録にはなく、ホテルでただ一度だけ目撃されたのみ。
黒人の男
クライマックス近く、主人公の近所で目撃された男。警察は「ガスマスクかスキューバダイビング装置をつけた大きな黒人の男」と推察している。主人公は正体を察し、独白で物語を締めくくる。

## 収録
- 『真ク・リトル・リトル神話大系6 vol.2』『新編真ク・リトル・リトル神話大系7』国書刊行会、福岡洋一訳「角笛をもつ影」

## 関連作品
- レッド・フックの恐怖 - ラヴクラフトがニューヨークでの生活を経験して（＝ニューヨークに失望して）執筆した作品。
- 潜伏するもの - オーガスト・ダーレスのクトゥルフ神話。ビルマを舞台に、チョー・チョー人が登場する。